# Dasapalla

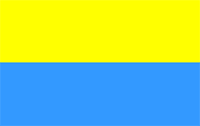
Furstendömets flagga.

Dasapalla (även känt som Daspalla eller Dashapalla) är ett område i distriktet Nayagarh i den indiska delstaten Odisha. Här grundlades 1750 av Narayan Bhanj Deo från staden Baudhgarh ett furstendöme.